# Parròquia de Koknese
La Parròquia de Koknese (en letó: Kokneses pagasts) és una unitat administrativa del municipi de Koknese, al sud de Letònia. Abans de la reforma territorial administrativa de l'any 2009 pertanyia al raion d'Aizkraukle.

## Pobles, viles i assentaments
- Atradze
- Auliciems
- Bilstiņi
- Birznieki
- Bormaņi
- Kalnakrogs
- Kaplava
- Koknese
- Lipši
- Ratnicēni
- Reiņi
- Spriņģi
- Upeslīči
- Urgas
- Ūsiņi
- Viskāļi

## Hidrografia

### Rius
- Bebrupe
- Daugava
- Galdupe
- Lantupīte
- Paskule
- Pelve
- Pērse
- Recija

### Llacs
- Llac Lobes